# Štefanov nad Oravou
Štefanov nad Oravou este o comună slovacă, aflată în districtul Tvrdošín din regiunea Žilina. Localitatea se află la altitudinea de 570 m deasupra n.m., se întinde pe o suprafață de 12,35 km2 și în 2017 număra 687 de locuitori.

## Istoric
Localitatea Štefanov nad Oravou este atestată documentar din 1355.

## Demografie
| An:                | 1994 | 2004   | 2014    | 2024   |
| ------------------ | ---- | ------ | ------- | ------ |
| Număr de persoane: | 553  | 599    | 670     | 700    |
| Diferență:         |      | +8,31% | +11,85% | +4,47% |

| An:                | 2023 | 2024   |
| ------------------ | ---- | ------ |
| Număr de persoane: | 696  | 700    |
| Diferență:         |      | +0,57% |